# T'oung Pao
T'oung Pao (chinesisch 通報 / 通报, Pinyin Tōngbào), gegr. 1890, ist die erste internationale Zeitschrift für Sinologie. 
Ursprünglich hieß sie T’oung Pao ou Archives pour servir à l’étude de l’histoire, des langues, la geographie et l’ethnographie de l’Asie Orientale (Chine, Japon, Corée, Indo-Chine, Asie Centrale et Malaisie). 

## Herausgeber
T'oung Pao erscheint in Leiden im Verlag Brill. Ihre ersten Herausgeber waren Henri Cordier und Gustav Schlegel. 
Weitere namhafte Herausgeber der Zeitschrift waren unter anderem Édouard Chavannes und Paul Pelliot. Die derzeitigen Herausgeber sind Pierre-Etienne Will (vom Collège de France in Paris), Paul W. Kroll (University of Colorado, Boulder) und Martin Kern (Princeton University).